# Solkilblomfluga
Solkilblomfluga (Xanthogramma stackelbergi) är en tvåvingeart som beskrevs av Violovitsh 1975. Solkilblomfluga ingår i släktet kilblomflugor, och familjen blomflugor. Arten är reproducerande i Sverige. Inga underarter finns listade i Catalogue of Life.